# 小行星11606
小行星11606（11606 Almary）是一颗绕太阳运转的小行星，为主小行星带小行星。该小行星于1995年10月19日被大衛·J·托倫发现。

## 轨道参数
小行星11606的轨道半长轴为2.4438475 UA，离心率为0.165。